# Помукчинский, Дмитрий Иванович
Дмитрий Иванович Помукчинский (1908—1980) — советский военный лётчик. Участник Великой Отечественной войны. Герой Советского Союза (1945). Подполковник.

## Биография
Дмитрий Иванович Помукчинский родился 18 февраля (5 февраля — по старому стилю) 1908 года в уездном городе Одессе Херсонской губернии Российской империи (ныне — областной центр Украины) в семье рабочего. Украинец. В 1919 году после смерти родителей вынужден был пойти работать на очистные сооружения. Работал чернорабочим на одесских полях орошения. После установления Советской власти на Украине был направлен на учёбу в школу фабрично-заводского ученичества при одесских механических мастерских, по окончании которых работал сначала слесарем, затем токарем на одном из заводов Одессы. В 1927 году Дмитрий Иванович поступил в Одесский энергетический институт. Член ВКП(б) с февраля 1930 года Д. И. Помукчинский по окончании четвёртого курса в августе 1931 года по спецнабору ЦК ВКП(б) был направлен в 11-ю школу военных пилотов в Луганске. После её окончания служил в различных авиационных частях, пройдя путь от младшего лётчика до старшего лейтенанта. Перед войной Дмитрий Иванович занимал должность начальника отряда Грозненской военной школы стрелков-бомбардиров.
1 января 1942 года Д. И. Помукчинский за образцовую работу в учебном отряде был командирован на учёбу в Военную академию командного и штурманского состава военно-воздушных сил Красной Армии. После завершения годичного обучения капитан Помукчинский получил назначение на должность командира авиационной эскадрильи в 766-й штурмовой авиационный полк 2-й воздушной армии Воронежского фронта. В боях с немецко-фашистскими захватчиками Дмитрий Иванович с 15 января 1943 года. Воевал как на одноместном, так и двухместном штурмовике Ил-2. Зимой — весной 1943 года полк участвовал в Острогожско-Россошанской, Воронежско-Касторненской и Харьковской наступательной операциях. И хотя капитан Д. И. Помукчинский сделал только 6 боевых вылетов, но именно в этот период особенно проявились качества боевого лётчика. Большинство вылетов Дмитрий Иванович совершил в тяжелейших погодных условиях. Так во время немецкого наступления под Харьковом командованию Воронежского фронта было неясно, по каким дорогам и в каком направлении немцы перебрасывают резервы. На разведку были отправлены два экипажа, но они не вернулись. 23 февраля 1943 года в условиях сильного мороза и пурги капитан Помукчинский повёл группу Ил-2 на разведку дорог. На низких высотах под сильным зенитным огнём группа обследовала транспортные магистрали, ведущие на Красноград, Изюм и Барвенково, в радиусе 170 километров и вскрыла места концентрации немецких войск. На основании доставленных Помукчинским разведданных была произведена перегруппировка войск Воронежского фронта на Изюм-Барвенковском направлении, а штурмовая и бомбардировочная авиация 2-й воздушной армии нанесла удар по резервам противника. 25 февраля 1943 года возникла угроза окружения частей Воронежского фронта в районе Харькова. Необходимо было срочно обнаружить прорвавшуюся в тыл советских войск колонну немецкой мотопехоты. Несмотря на нелётную погоду в условиях сильной пурги капитан Д. И. Помукчинский поднял четвёрку Ил-2 в воздух. В условиях низкой видимости два экипажа потеряли ведущего сразу после взлёта и вернулись на аэродром. Третий экипаж отстал чуть позже. Понимая важность задания, Дмитрий Иванович продолжил полёт в одиночку. Обнаружив немецкую колонну на дороге Изюм — Харьков, он атаковал противника. Под сильным зенитным огнём он выполнил пять заходов на цель, уничтожив до 10 автомашин и до 40 солдат и офицеров противника, создав на дороге пробку, которая задержала наступление немцев. При возвращении на свой аэродром в разрывах облаков он увидел бой наземных войск. Снизившись до бреющего полёта, Дмитрий Иванович атаковал позицию немецкой артиллерийской батареи и уничтожил одну пушку вместе с расчётом. Так же отважно действовали и лётчики эскадрильи капитана Помукчинского, совершив за этот период 42 боевых вылета.
15 апреля 1943 года 766-й штурмовой авиационный полк был выведен на переформирование. Капитан Д. И. Помукчинский принял под командование новую эскадрилью, состоявшую из молодых и не имеющих боевого опыта лётчиков. 25 августа 1943 года 766-й штурмовой авиационный полк прибыл на Калининский фронт и был включён в состав 211-й штурмовой авиационной дивизии 3-й воздушной армии. 14 сентября 1943 года части Калининского фронта перешли в наступление в ходе Духовщинско-Демидовской операции, осуществляемой в рамках Смоленской стратегической операции. В боях при прорыве линии немецкой обороны и за освобождение городов Духовщина, Демидов и Ярцево капитан Д. И. Помукчинский совершил 18 боевых вылетов на штурмовку скоплений войск противника и его переднего края обороны, в ходе которых было уничтожено 2 танка, 15 автомашин, до 200 солдат и офицеров, 5 повозок с грузами, подавлен огонь 8 точек зенитной артиллерии, создано 7 очагов пожаров, взорвано 2 ДЗОТа, 4 блиндажа и 1 склад с боеприпасами. Дмитрий Иванович лично водил свою эскадрилью в бой, передавая молодым лётчикам своё мастерство и боевой опыт. В ходе операции ему удалось превратить свою эскадрилью в боеспособный слаженный коллектив. Под командованием Д. И. Помукчинского в ходе разгрома духовщинско-демидовской группировки врага эскадрилья совершила 56 боевых вылетов. За отличие в боях Дмитрий Иванович был награждён орденом Красного Знамени и произведён в майоры.
После завершения Смоленской операции командование Калининского фронта приступило к разработке планов разгрома невельской группировки противника. В ходе Невельской операции войскам фронта предстояло прорвать заранее подготовленную и хорошо укреплённую линию обороны противника на рубеже Понизовье — Рудня. В ходе наступления эскадрилья майора Д. И. Помукчинского поддерживала действия наземных войск в районе деревни Колышки. Умелым действиями группа Ил-2 под командованием Помукчинского вывела из строя до двух батарей полевой артиллерии противника, а также уничтожила и частично рассеяла большое количество его живой силы, обеспечив прорыв немецкой обороны на своём участке. 20 октября 1943 года Калининский фронт был переименован в 1-й Прибалтийский. До конца 1943 года фронт провёл ещё одну успешную операцию — Городокскую. Всего за время боевой работы в ходе Невельской и Городокской операций майор Д. И. Помукчинский совершил 20 успешных боевых вылетов, уничтожив 11 автомашин с войсками и грузами, 2 танка, 13 подвод, 5 ДОТов, 7 ДЗОТов, 4 железнодорожных вагона и до 170 солдат и офицеров противника. Точными штурмовыми ударами был подавлен огонь 8 точек зенитной и 6 точек полевой артиллерии. Эскадрилья Дмитрия Ивановича за тот же период сделала 171 боевой вылет, в ходе которых противник потерял около 2840 солдат и офицеров убитыми, 120 автомашин, 23 танка и до 60 повозок с грузами. Эскадрильей был подавлен огонь около 100 точек зенитной и 80 точек полевой артиллерии, создано 75 крупных пожаров, взорвано 17 складов с боеприпасами и 3 склада с горюче-смазочными материалами. Зимой — весной 1944 года эскадрилья майора Помукчинского вела бои на Витебском направлении.
В июне 1944 года майор Д. И. Помукчинский был назначен на должность заместителя командира 949-го штурмового авиационного полка 211-й штурмовой авиационной дивизии 3-й воздушной армии 1-го Прибалтийского фронта. В этой должности Дмитрий Иванович принимал участие в Белорусской стратегической операции (Витебско-Оршанская, Полоцкая и Шяуляйская операции). С 14 сентября 1944 года майор Д. И. Помукчинский исполнял обязанности командира 949-го штурмового авиационного полка. Под его командованием полк в ходе Рижской и Мемельской операций, осуществляемых в рамках Прибалтийской стратегической операции, выполнил 775 успешных боевых вылетов. Лично майор Помукчинский к октябрю 1944 года совершил 86 боевых вылетов. Почти все вылеты были выполнены в качестве ведущего групп штурмовиков числом от 4-х до 12-ти самолётов. Экипажем Помукчинского было уничтожено свыше 100 автомашин, более 10 танков, 1 паровоз, 6 железнодорожных вагонов, 3 склада с боеприпасами, 2 склада с горючим, 60 повозок с грузами, 40 блиндажей, до 40 орудий полевой артиллерии, 30 орудий зенитной артиллерии, вызвано 50 очагов пожара, уничтожено и рассеяно до 800 человек живой силы противника. Указом Президиума Верховного Совета СССР от 23 февраля 1945 года за образцовое выполнение заданий командования на фронте борьбы с немецкими захватчиками и проявленные при этом отвагу и геройство майору Помукчинскому Дмитрию Ивановичу было присвоено звание Героя Советского Союза.
В ноябре 1944 года майор Д. И. Помукчинский был назначен командиром 683-го штурмового авиационного полка 335-й штурмовой авиационной дивизии 3-й воздушной армии. В этой должности зимой 1945 года он участвовал в Восточно-Прусской операции. В феврале 1945 года 3-я воздушная армия была передана 3-му Белорусскому фронту и принимала участие в разгроме тильзитской группировки противника, штурме Кёнигсберга и ликвидации земландской группировки. За образцовое выполнение заданий командования в боях с фашистскими захватчиками при овладении городом и крепостью Кёнигсберг и проявленные при этом доблесть и мужество указом Президиума Верховного Совета Союза ССР от 17 мая 1945 года 683-й штурмовой авиационный полк, которым командовал майор Д. И. Помукчинский, был награждён орденом Красного Знамени. 5 мая 1945 года 3-я воздушная армия была передана в оперативное управление Ленинградскому фронту и участвовала в блокаде немецкой группы армий «Курляндия». Война для Дмитрия Ивановича закончилась 8 мая 1945 года на Курляндском полуострове.
После войны Д. И. Помукчинский продолжал службу в Военно-воздушных силах СССР до 1955 года. В запас Дмитрий Иванович уволился в звании подполковника. Жил в Одессе. До выхода на пенсию работал экскурсоводом в Одесском бюро путешествий и экскурсий. 15 июля 1980 года Дмитрий Иванович скончался. Похоронен в Одессе.

## Награды
- Медаль «Золотая Звезда» (23.02.1945);
- орден Ленина (23.02.1945);
- три ордена Красного Знамени (10.10.1943; 30.07.1944; ??);
- орден Александра Невского (03.09.1944);
- орден Отечественной войны 1-й степени (23.01.1944);
- орден Красной Звезды (1946?);
- медали.

## Документы
- Общедоступный электронный банк документов «Подвиг Народа в Великой Отечественной войне 1941—1945 гг.» Дата обращения: 30 сентября 2012. Архивировано из оригинала 13 марта 2012 года.

Представление к званию Героя Советского Союза и указ ПВС СССР о присвоении звания. Дата обращения: 30 сентября 2012. Архивировано 1 ноября 2012 года.
Орден Красного Знамени (наградной лист и приказ о награждении от 10.10.1943. Дата обращения: 30 сентября 2012. Архивировано 1 ноября 2012 года.
Орден Красного Знамени (наградной лист и приказ о награждении от 30.07.1944). Дата обращения: 30 сентября 2012. Архивировано 1 ноября 2012 года.
Орден Александра Невского (наградной лист и приказ о награждении). Дата обращения: 30 сентября 2012. Архивировано 1 ноября 2012 года.
Орден Отечественной войны 1-й степени (наградной лист и приказ о награждении). Дата обращения: 30 сентября 2012. Архивировано 1 ноября 2012 года.

Сведения о боевой работе Д. И. Помукчинского с 30.09.1943 по 17.12.1943
Сведения о боевой работе Д. И. Помукчинского (с. 1)
Сведения о боевой работе Д. И. Помукчинского (с. 2)
Сведения о боевой работе Д. И. Помукчинского (с. 3)
Сведения о боевой работе Д. И. Помукчинского (с. 4)